# 西内まりや
西内 まりや（にしうち まりや、1993年〈平成5年〉12月24日 - ）は、日本の元ファッションモデル、元歌手（シンガーソングライター）、元女優。福岡県福岡市中央区出身。
デビュー以来ライジングプロダクションに所属していたが、2018年3月31日付で退所し、以降はフリーで活動。2025年5月末にエージェントとの契約を終了し、芸能界を引退した（詳細後述）。
ラグビー選手の西内勇人・西内勇二兄弟とは従兄弟にあたる。

## 略歴
2006年夏、福岡市内に遊びに来ていた際に芸能事務所のライジングプロダクションのスタッフによるスカウトを受けた。同年10月15日、福岡第一高校・第一経済大学付属高校が合同開催している学園祭「パラマ祭」で、多数の芸能人を輩出したことでも知られる、「中学生カラオケ選手権」に立花里紗、宮原梨江と共に3人組ダンスユニットで出場、グランプリを獲得した。

### モデルとして
2007年7月より、ローティーン向けファッション雑誌 『ニコラ』（新潮社）の専属モデル（ニコモ）として活動を開始。2008年度ニコラ部長の高屋敷彩乃から引き継ぎ2009年度のニコラ部長になった。また、当時の新ブランド「Lindsay」（ナルミヤ・インターナショナル）のイメージモデルを務めた。
2010年5月号で雑誌『ニコラ』を卒業し、2010年7月号よりティーン向け雑誌『Seventeen』（集英社）の専属モデルとして活動している。2011年3月号で初の表紙を飾る。
2015年7月1日発売の『Seventeen』8月号において、同誌からの卒業を明らかにする。8月25日にパシフィコ横浜で開催されたイベント「Seventeen夏の学園祭2015」において「卒業式」が行われた。
2017年、下記の月9出演以降は表舞台には出なかったが、9月にニューヨークで行われたファッションイベントに出演した。

### 歌手として
2014年8月20日に『LOVE EVOLUTION』でデビューした。
第56回日本レコード大賞新人賞および最優秀新人賞受賞。第47回日本有線大賞新人賞受賞。
2015年5月6日に自身初の作詞、作曲作品『ありがとうForever...』をリリース。

### 女優として
2007年、映画『ライラの冒険/黄金の羅針盤』のライラ役の日本版吹き替え声優を決定するGyaOのギャオーディション『ライラの冒険 黄金の羅針盤ファンタジー・ヒロイン・オーディション』に応募し、5,104通の応募の中からグランプリに選ばれた。同年11月にロンドンワールドプレミアに参加し、ライラ役のダコタ・ブルー・リチャーズやコールター夫人役の日本語吹き替えを担当した山口智子らと共にレッドカーペットの上を歩いた。
2008年7月、日本テレビ系ドラマ『正義の味方』（日本テレビ）で女優デビュー。女優業は西内の意向ではなく、当時の事務所の方針だったという。
2011年12月、『スイッチガール!!』（フジテレビTWO）でドラマ初主演。
2013年8月、『山田くんと7人の魔女』（フジテレビ）で地上波連続ドラマ初主演。このドラマで演じた白石うららは西内と誕生日が同じである。
2015年7月、『ホテルコンシェルジュ』（TBS）でプライム帯（19時 - 23時）ドラマ初主演。
2015年、映画『レインツリーの国』で映画（声の出演は除く）初出演。
2016年秋公開の『CUTIE HONEY -TEARS-』で映画初主演。
2017年1月23日スタートのフジテレビ系月9ドラマ『突然ですが、明日結婚します』で月9初出演にして初主演。
2021年、Netflix配信の『全裸監督』シーズン2で久々に女優業を行うことが発表された。
2023年1月上演の日中合作の音楽劇『李香蘭 -花と華-』で主演の李香蘭役を務める。

### その他の活動
2008年3月9日、スカイマークスタジアム（現：ほっともっとフィールド神戸）で行われたオープン戦「阪神タイガース対千葉ロッテマリーンズ」で始球式を務める。「今日から阪神ファンになります」と語った。
2012年4月から2013年9月まで、『ピカルの定理』（フジテレビ）に初のバラエティ番組レギュラー出演。
2014年9月21日、警視庁渋谷署の一日署長を務めた。
2015年5月9日、福岡ヤフオクドームで行われた公式戦「福岡ソフトバンクホークス対東北楽天ゴールデンイーグルス」で始球式を務めた。
2015年10月5日、福岡マラソン2015のアンバサダー（大会PR大使）に就任する。
2015年12月7日、福岡県警中央署の一日署長を務めた。
2016年6月27日、福岡ソフトバンクホークス女性ファンの象徴「タカガールアンバサダー」に就任し、その日東京ドームで行われた公式戦「福岡ソフトバンクホークス対千葉ロッテマリーンズ」で始球式を務め、
7月24日のヤフオクドームでの埼玉西武ライオンズ戦で自身作詞作曲したホークス応援ソング『輝け』を披露した。
2018年3月31日、この日を以って所属事務所であるライジングプロダクションとの契約満了に伴い、退所。これに伴って、公式ファンクラブ「Mariya Uppy's」も4月30日をもって終了となった。
2018年7月20日更新の自身のインスタグラムにおいて、改めてライジングプロダクションとの契約満了を報告、再始動への決意を表明した。
2018年11月12日、シャンパンメーカー「メゾン マム」のプレスイベントに日本アンバサダーとして参加し、事務所から独立して以降初めて公の場に姿を見せた。
2021年11月8日に8年ぶりとなる写真集「月刊西内まりや」を自身の誕生日である12月24日に発売することを発表した。

### 芸能界引退
2025年5月15日、芸能界を引退することを自身のInstagramで発表した。同月いっぱいでエージェントとの契約を終了する。
引退の理由について詳細を公表していないが、同年になって身内がトラブルを起こしていることが発覚し、その件に自身は関与してはいないものの、場合によっては大きな問題になり関係各所に迷惑が及ぶ可能性があると考え、活動を自粛していたことを明らかにした。
6月7日、『NEWSポストセブン』に最後のインタビュー記事が掲載された。

## 人物
福岡市立当仁中学校に2年生の途中まで在籍。東京都渋谷区立原宿外苑中学校へ転入し卒業。堀越高校へ入学後、八雲学園高等学校へ転入して2012年3月15日に卒業。高校を卒業するときに『Seventeen』の自身の連載ページ「まりやまにあ」で通っていた高校の制服を着て、写真を載せた。
特技は、小学3年生から中学2年生まで打ち込んだバドミントン。2007年度の中体連では、個人（シングルス）・団体ともに福岡県大会へ出場した他、福岡市内の大会でも4度の優勝歴がある。
しかし2007年（平成19年）10月には、仕事がある都度に福岡から上京する生活を改め、母親と共に東京へ転居した。芸能活動へ主とする方針に変えたため、強い選手に育てようとしていたバドミントン部の監督を裏切る形になり「どんな気持ちでやってきたと思ってるんだ！」と激怒された。運動では他に、50m走では7秒台、跳び箱では12段を跳んだという記録がある。
好物は、カリカリ梅。猫が大好きだが、当人は猫アレルギーの体質である。
2015年公開の映画『レインツリーの国』出演に際して、役作りのため「人生初」というショートカットの髪型を披露。「新たな西内まりやのスタート。髪を切った事は自分と向き合うきっかけにもなり、ファッションや気持ちも変わりました」とコメントしている。
時代劇に出演するのが長年の夢であり、そのためピアスを開けなかった。その甲斐あって、2015年には初の時代劇『かぶき者 慶次』に出演する事となった。
過去にパニック障害に悩む時期があったことを明らかにしている。

## 受賞歴
- 第56回日本レコード大賞・新人賞、最優秀新人賞（2014年）
- 第47回日本有線大賞・新人賞（2014年）
- 第1回「クリスマス ジュエリー プリンセス賞」女優部門（2015年）[53]
- 第57回日本レコード大賞・優秀作品賞（受賞作品「ありがとうForever...」）（2015年）
- 第48回日本有線大賞・有線音楽優秀賞（2015年）
- 第29回日本メガネベストドレッサー賞・サングラス部門（2016年）[54]。
- 第49回日本有線大賞・有線音楽優秀賞（2016年）
- 第58回日本レコード大賞・優秀作品賞（受賞作品「BELIEVE」）（2016年）
- 第28回ジュエリーベストドレッサー賞 20代部門（2017年）[55]
- ジャパンアクションアワード（2017年）ベストアクション女優賞 優秀賞「CUTIE HONEY-TEARS」

## 出演

### テレビドラマ
※太字は主演、もしくはヒロイン
- 正義の味方（2008年7月9日 - 9月10日、日本テレビ） - 森山知佳 役
- スクラップ・ティーチャー〜教師再生〜（2008年10月11日 - 12月13日、日本テレビ） - 上野まりや 役
- さよなら、アルマ〜赤紙をもらった犬〜（2010年12月18日、NHK総合） - 高橋寛子 役
- スイッチガール!!（2011年12月24日 - 2012年2月18日、フジテレビTWO） - 田宮仁香 役
  - スイッチガール!!2（2012年12月7日 - 2013年1月25日）
- GTO（2012年7月3日 - 9月11日、関西テレビ） - 葛城美姫 役
  - GTO 秋も鬼暴れスペシャル（2012年10月2日）
  - GTO 正月スペシャル! 冬休みも熱血授業だ（2013年1月2日）
  - GTO 完結編〜さらば鬼塚! 卒業スペシャル〜（2013年4月2日）
- 山田くんと7人の魔女（2013年8月10日 - 9月28日、フジテレビ） - 白石うらら（入れ替わり：山田竜） 役
- Smoking Gun〜決定的証拠〜（2014年4月9日 - 6月18日、フジテレビ） - 石巻桜子 役
- かぶき者 慶次（2015年4月9日 - 6月18日、NHK総合） - 前田佐乃 役
- ホテルコンシェルジュ（2015年7月7日 - 9月22日、TBS） - 天野塔子 役[56]
- 突然ですが、明日結婚します（2017年1月23日 - 3月20日、フジテレビ） - 高梨あすか 役[18]

### 映画
※太字は主演
- ライラの冒険 黄金の羅針盤（2008年） - ライラ・ベラクア 役（日本語版吹き替え）
- ONE PIECE FILM Z（2012年） - マリン 役（声の出演）
- レインツリーの国（2015年） - 人見利香 役
- CUTIE HONEY -TEARS-（2016年） - 如月瞳（ハニー） 役[17]

### 舞台
※太字は主演
- 李香蘭 -花と華-（2023年1月13日 - 22日、紀伊國屋サザンシアター TAKASHIMAYA） - 李香蘭 役[21]

### バラエティ番組
- ピカルの定理（2012年4月11日 - 2013年9月4日、フジテレビ）- レギュラー
- 世界ベスト・オブ・映像ショー頂上リサーチ（2014年1月5日、4月29日、9月23日、2015年5月3日、10月4日、11月15日、2016年3月20日、6月19日、フジテレビ） - MC

### CM
- ロッテ Fit's（2009年 - 2010年）
  - 「ショッピング 篇」「噛むとフニャン篇」（2009年3月）
  - 「秋田篇」（2009年9月28日）
  - 「植物園篇」（2010年6月15日）
- しまむら
  - ファイバードライ（2012年）
    - 「クローゼット篇」（2012年4月24日）
    - 「プチプチバカンスへGO! 篇」（2012年7月3日）

  - Sorridere（2014年）
    - 「キタイがいっぱい篇」（2014年4月）
- veet (ヴィート) ヴィートで女子ろう! 篇（2013年4月）
- meiji
  - カラフルバレンタイン!「カラバレ 篇」（2014年1月10日）
  - ポイフル「ポイポイカラフル! 篇」（2014年4月）
  - ゴールドライン「本気のまりや」篇（2016年4月2日 - ）[57]
  - ゴールドライン「二人のまりや」篇（2016年9月26日 - ）
  - エッセルスーパーカップSweet’s「ケーキなの?」篇（2016年12月19日 - ）
- 小林製薬
  - サワデー ピンクピンク「広がる香り 篇」（2014年3月）
  - サワデー ピンクピンク 車用「クルマの中も 篇」（2014年3月）
  - のどぬ〜る はだごこちローションマスク「はだごこち説明」篇（2015年11月17日 - ）
  - のどぬ〜る はだごこちローションマスク「満足度90%」篇（2016年12月17日 - ）
- 日清食品 カップヌードル
  - 「STAYHOT 愛 篇」（2015年9月）
  - 「もうひとつの愛 篇」（2015年10月）
- カネボウ化粧品
  - 「アリィー エクストラUVジェル（ミネラルモイストNEO）」（2016年2月）[58][59]
- ABCマート
  - 「NUOVO FIT PUMPS FLEX」（2016年3月3日 - ）[60]
  - 「NUOVO PLAT SANDAL」（2016年4月7日 - ）[61]
  - 「NUOVO FIT PUMPS CLASSIC」（2016年9月15日 - ）[62]
  - 「NUOVO FIT BOOTS CLASSIC」（2016年10月27日 - ）[63]
- IDEXグループ
  - 90周年告知篇（福岡県限定放映・2016年3月 - ）[64]
  - 新電力告知篇（福岡県限定放映・2016年3月 - ）
  - イデックスでんき篇（2016年7月1日 - ）
  - 「写真展篇」・「ほっとする篇」・「助手席篇」（2017年5月13日 - ）[65]
- キリン 午後の紅茶
  - 「ティーガール 春」篇（2016年5月17日 - ）[66]
  - 「ティーガール 夏」篇（2016年7月16日 - ）[67]
  - 「ティーガール 冬」篇（2016年11月23日 - ）[68]

### インターネット
- MIDTOWN TV金曜 キネマルネッサンス あ〜や城（GyaO、2008年）

「ライラの冒険」の裏話を紹介するコーナー「まりや日記」のレギュラー。
- nicola©（2009年4月10日 - 2010年2月26日、goomo） - 不定期出演
- ベネッセコーポレーション 進研ゼミ高校講座WebCM（2012年2月20日、YouTube）
- 西内まりや CDデビュー記念特別番組LOVE EVOLUTION@アメーバ海の家（2014年8月8日、アメーバスタジオ）
- 西内まりや LINE「ライブCAST」（2014年8月15日、LINEライブCAST）
- アメスタ「ワタ@アメ」第二部（2014年8月18日、アメーバスタジオ）
- 全裸監督 シーズン2（2021年配信、Netflix） - サヤカ 役[69]
- 殺せなかった妻（2024年12月12日全話配信、UniReel） - 蘭 役（笠松将とダブル主演）[70][71]

### スチール・広告
- パイロット・フリクションボール（2009年）
- フレグランスマルチミスト マヌエ（2013年）
- 西内まりや プロデュースコスメ “ラ・ペジブル”（2013年）
- BLACK Scandal Yohji Yamamoto（2018年 - ） - イメージビジュアル[72]

### 新聞
- 朝日新聞 旬「何でも挑戦、一番目指す」（2012年7月14日夕刊）

### アーティストPV
- w-inds.「TOKYO」（2008年7月2日）

### 音楽番組
レギュラー出演
- どぅんつくぱ〜音楽の時間〜（2014年10月17日 - 12月12日、フジテレビ） - 世話役お姉さん…まりやさん
- 音楽の時間 〜MUSIC HOUR〜（2015年1月9日 - 3月27日、フジテレビ）
- 魁!音楽の時間（2015年4月19日 - 2016年3月20日、フジテレビ） - ナビゲーター

単発出演
- 音楽の日（2014年8月2日、TBS）
- ミュージックドラゴン（2014年8月15日、2015年1月30日、日本テレビ）
- MUSIC B.B.（2014年8月18日 - 24日、2015年1月26日 - 2月1日）
- MUSIC JAPAN（2014年8月25日、2015年1月25日、5月3日、NHK総合テレビ）
- スッキリ!!（2014年8月25日、日本テレビ）
- 新堂本兄弟（2014年9月7日、フジテレビ）
- MUSIC FAIR（2014年9月13日、9月20日、2015年2月7日、フジテレビ）
- プレミアMelodiX!（2014年9月15日、2015年1月19日、5月18日、テレビ東京）
- ベストヒット歌謡祭2014（2014年11月20日、読売テレビ・日本テレビ系）
- FNS歌謡祭（2014年12月3日、フジテレビ）
- 新年だから カンテツde音楽ナイト（2015年1月2日、フジテレビ）
- 超流派（2015年1月30日、テレビ東京）
- MUSIC STATION（2015年2月6日、5月15日、テレビ朝日）
- バナナ♪ゼロミュージック（2015年3月23日、NHK総合テレビ）

### ラジオ
- Mcdonald's HAPPINESS×happiness（2014年8月16日、TOKYO FM）
- 西内まりやのMa-Realらじお（2015年4月1日 - 2017年3月29日、文化放送、レコメン!内）
- 西内まりや「for You...」（2016年4月3日 - 2017年3月26日、TOKYO FM）
- FMシアター「ツシマヤマネコの歌」（2023年12月2日、NHK-FM・長崎放送局）[73]

### ライブ
- めざましライブ in 春フェス2015（2015年5月2日、フジテレビ）
- ダイスキ！フェス（2016年2月3日、NHK福岡放送局開局85周年記念、福岡サンパレス） - 司会[74][75]

### ドキュメンタリー
- 情熱大陸（毎日放送・2015年2月22日）

## ディスコグラフィ

### シングル
|              | リリース日     | タイトル             | 最高位       | 規格                                          | 規格品番     | 販売形態                     |
| SONIC GROOVE | SONIC GROOVE   | SONIC GROOVE         | SONIC GROOVE | SONIC GROOVE                                  | SONIC GROOVE | SONIC GROOVE                 |
| ------------ | -------------- | -------------------- | ------------ | --------------------------------------------- | ------------ | ---------------------------- |
| 1st          | 2014年8月20日  | LOVE EVOLUTION       | 19位         | CD DVD Seventeen監修 オリジナルスタイルブック | AVCD-16466/B | 初回生産限定盤               |
| 1st          | 2014年8月20日  | LOVE EVOLUTION       | 19位         | CD DVD                                        | AVCD-16467/B | 通常盤                       |
| 1st          | 2014年8月20日  | LOVE EVOLUTION       | 19位         | CD                                            | AVCD-16468   | 通常盤                       |
| 2nd          | 2015年1月28日  | 7 WONDERS            | 13位         | CD DVD ミニフォトブック                       | AVCD-16507/B | 初回生産限定盤               |
| 2nd          | 2015年1月28日  | 7 WONDERS            | 13位         | CD DVD                                        | AVCD-16508/B | 通常盤                       |
| 2nd          | 2015年1月28日  | 7 WONDERS            | 13位         | CD                                            | AVCD-16509   | 通常盤                       |
| 3rd          | 2015年5月6日   | ありがとうForever... | 10位         | CD DVD ミニフォトブック                       | AVCD-16538/B | 初回生産限定盤               |
| 3rd          | 2015年5月6日   | ありがとうForever... | 10位         | CD DVD                                        | AVCD-16539/B | 通常盤                       |
| 3rd          | 2015年5月6日   | ありがとうForever... | 10位         | CD                                            | AVCD-16540   | 通常盤                       |
| 4th          | 2015年10月28日 | Save me              | 16位         | CD DVD ミニフォトブック                       | AVCD-16558/B | 初回生産限定盤               |
| 4th          | 2015年10月28日 | Save me              | 16位         | CD DVD                                        | AVCD-16559/B | 通常盤                       |
| 4th          | 2015年10月28日 | Save me              | 16位         | CD                                            | AVCD-16560   | 通常盤                       |
| 5th          | 2016年5月25日  | Chu Chu / HellO      | 18位         | CD DVD ミニフォトブック                       | AVCD-16664/B | 初回生産限定盤               |
| 5th          | 2016年5月25日  | Chu Chu / HellO      | 18位         | CD DVD                                        | AVCD-16665/B | 通常盤 Chu Chu盤             |
| 5th          | 2016年5月25日  | Chu Chu / HellO      | 18位         | CD DVD                                        | AVCD-16666/B | 通常盤 HellO盤               |
| 5th          | 2016年5月25日  | Chu Chu / HellO      | 18位         | CD                                            | AVCD-16667   | 通常盤                       |
| 6th          | 2016年9月21日  | BELIEVE              | 11位         | CD ミニフォトブック                           | AVCD-16703   | 初回生産限定盤               |
| 6th          | 2016年9月21日  | BELIEVE              | 11位         | CD DVD                                        | AVCD-16704/B | 通常盤                       |
| 6th          | 2016年9月21日  | BELIEVE              | 11位         | CD                                            | AVCD-16705   | 通常盤                       |
| 6th          | 2016年9月21日  | BELIEVE              | 11位         | CD                                            | AVCD-16706   | 通常盤 CUTIE HONEY -TEARS-盤 |
| 7th          | 2017年3月15日  | Motion               | 18位         | CD DVD                                        | AVCD-16750/B | 通常盤                       |
| 7th          | 2017年3月15日  | Motion               | 18位         | CD                                            | AVCD-16751   | 通常盤                       |

### 参加作品

#### 配信シングル
| 発売日       | アーティスト名  | タイトル                       | 補足                        |
| ------------ | --------------- | ------------------------------ | --------------------------- |
| 2016年6月3日 | SPICY CHOCOLATE | 二人で feat. 西内まりや & YU-A | Netflixドラマ『火花』挿入歌 |

#### アルバム
| 発売日        | アーティスト名           | アルバム名                                                      | 曲名                 | 補足                   |
| ------------- | ------------------------ | --------------------------------------------------------------- | -------------------- | ---------------------- |
| 2015年4月1日  | （トリビュートアルバム） | 私とドリカム2 -ドリカムワンダーランド2015 開催記念 BEST COVERS- | うれしはずかし朝帰り |                        |
| 2016年12月7日 | 高橋克典                 | SINGS -Cover Theme Song-                                        | 愛してる             | 高橋克典とのデュエット |

## タイアップ一覧
| 楽曲                   | タイアップ                                                 | 収録作品                            |
| ---------------------- | ---------------------------------------------------------- | ----------------------------------- |
| LOVE EVOLUTION         | フジテレビ「ウチくる!?」2014年8・9月度エンディング・テーマ | 1stシングル「LOVE EVOLUTION」       |
| Don't let me down      | テレビ東京系アニメ「FAIRY TAIL」エンディング・テーマ       | 2ndシングル「7WONDERS」             |
| ありがとうForever...   | 読売テレビ・日本テレビ系連続ドラマ「恋愛時代」主題歌       | 3rdシングル「ありがとうForever...」 |
| Save me                | 日本テレビ系連続ドラマ「エンジェル・ハート」主題歌         | 4thシングル「Save me」              |
| Let's start over again | 福岡マラソン2015のイメージソング                           | 4thシングル「Save me」              |
| Chu Chu                | ABCマート「NUOVO FIT PUMPS FLEX ・ NUOVO PLAT SANDAL」TVCM | 5thシングル「Chu Chu / HellO」      |
| HellO                  | 日本テレビ系「スッキリ！！」2016年5月テーマソング          | 5thシングル「Chu Chu / HellO」      |
| BELIEVE                | 映画「CUTIE HONEY -TEARS-」主題歌                          | 6thシングル「BELIEVE」              |
| Motion                 | フジテレビ系連続ドラマ「突然ですが、明日結婚します」主題歌 | 7thシングル「Motion」               |

## 書籍

### 雑誌連載
- nicola（2007年8月号 - 2010年5月号、新潮社）専属モデル
- Kindai（近代映画社）
- Seventeen（2010年7月号 - 2015年11月号、集英社）専属モデル[78]

### ムック
- 西内まりや×LindsayブランドおしゃれBOOK（2009年10月31日、新潮社）ISBN 978-4-10-790208-5
- CM美少女 U-19 SELECTION100 -2010-（2010年4月21日、玄光社）ISBN 978-4-7683-0305-4
- 天使の素顔 〜話題の美少女フォト＆インタビュー〜（2010年8月27日、玄光社）ISBN 978-4-7683-0317-7

### 文庫
- Flying! 1st step.（2011年12月22日、集英社、著：飛鳥未来） - 溝端淳平との表紙イメージモデル ISBN 978-4-08-660024-8
- Flying! 2nd step.（同上）ISBN 978-4-08-660025-5
- 通学証明 〜君と僕の部屋〜（2014年1月24日、集英社、著者：みゆ）- 佐野岳との表紙イメージモデル  ISBN 978-4-08-660103-0

### 単行本
- まりやまにあ（2013年3月23日、集英社）ISBN 978-4087806717
- 月刊西内まりや（2021年12月23日、小学館）ISBN 978-4096823835[79]